# Soul (Seal)
Soul è il sesto album in studio del cantante britannico Seal, pubblicato nel 2008 dalla Warner Music UK.

## Descrizione
L'album consiste in una serie di cover di classici del soul. L'album è riuscito ad arrivare sino alla dodicesima posizione degli album più venduti nel Regno Unito, ed alla tredicesima della Billboard 200.

## Tracce
1. A Change Is Gonna Come - 3:55 (Sam Cooke)
2. I Can't Stand the Rain - 3:35 (Ann Peebles, Don Bryant, Bernard Miller)
3. It's A Man's Man's Man's World - 3:53 (James Brown, Betty Jean Newsome)
4. Here I Am (Come and Take Me) - 4:10 (Al Green, Mabon Hodges)
5. I've Been Loving You Too Long - 3:08 (Otis Redding, Jerry Butler)
6. It's Alright - 3:47 (Curtis Mayfield)
7. If You Don't Know Me By Now - 3:50 (Kenneth Gamble, Leon Huff)
8. Knock on Wood - 3:22 (Eddie Floyd, Steve Cropper)
9. I'm Still in Love with You - 4:37 (Al Green, Willie Mitchell, Al Jackson Jr.)
10. Free - 3:27 (Henry Redd, Susaye Green, Nathan Watts, Deniece Williams)
11. Stand by Me - 4:06 (Ben E. King, Jerry Leiber, Mike Stoller)
12. People Get Ready - 3:35 (Curtis Mayfield)